# Corfe Castle (wieś)
Corfe Castle – wieś w Anglii, w hrabstwie Dorset, w dystrykcie (unitary authority) Dorset. Leży 28 km na wschód od miasta Dorchester i 166 km na południowy zachód od Londynu. Miejscowość liczy 1429 mieszkańców.